# Æ̂
Cette page contient des caractères spéciaux ou non latins. S’ils s’affichent mal (▯, ?, etc.), consultez la page d’aide Unicode.
Æ̂ (minuscule : æ̂), appelé E dans l’A accent circonflexe, est un graphème utilisé dans l’écriture du kom ou du kunzi. Il s’agit de la lettre Æ diacritée d’un accent circonflexe.

## Représentations informatiques
Le E dans l’A accent circonflexe peut être représenté avec les caractères Unicode suivants :
- décomposé (latin de base, diacritiques)[1],[2] :

| formes    | représentations | chaînes de caractères | points de code | descriptions                                              |
| --------- | --------------- | --------------------- | -------------- | --------------------------------------------------------- |
| capitale  | Æ̂               | Æ◌̂                    | U+00C6 U+0302  | lettre majuscule latine ae diacritique accent circonflexe |
| minuscule | æ̂               | æ◌̂                    | U+00E6 U+0302  | lettre minuscule latine ae diacritique accent circonflexe |